# Dylan Napa

a Compétitions nationales et continentales officielles uniquement.

b Matchs officiels uniquement.
Dylan Napa, né le 13 novembre 1992 à Brisbane (Australie), est un joueur de rugby à XIII australien d'origine cookienne au poste de deuxième ligne, de troisième ligne ou de pilier dans les années 2010. Il fait ses débuts en National Rugby League en 2013 avec les Roosters de Sydney avec lesquels il remporte la NRL en 2013. Il rejoint en 2019 les Bulldogs de Canterbury-Bankstown. Il connaît également des sélections pour le State of Origin avec le Queensland, remporté en 2017. Enfin, il prend part à la Coupe du monde 2013 avec la sélection des îles Cook. Son père Stan Napa est également joueur de rugby à XIII, ayant joué pour le North Sydney en 1983.

## Palmarès
- Collectif : 
  - Vainqueur du World Club Challenge : 2014 (Sydney Roosters).
  - Vainqueur du State of Origin : 2017 (Queensland).
  - Vainqueur de la National Rugby League : 2013 (Sydney Roosters).
  - Vainqueur de la National Rugby League : 2018 (Sydney Roosters).

## Détails

### Coupe du monde
| Édition         | Rang     | Résultats pays | Résultats Thurston | Matchs Thurston |
| --------------- | -------- | -------------- | ------------------ | --------------- |
| Angleterre 2013 | 1er tour | 1 v, 0 n, 2 d  | 1 v, 0 n, 2 d      | 3/3             |

### En sélection représentatives
| Année | Compétition     | Rang      | Résultats Sélection | Résultats Napa | Matchs Napa |
| ----- | --------------- | --------- | ------------------- | -------------- | ----------- |
| 2017  | State of Origin | Vainqueur | 2 v, 0 n, 1 d       | 2 v, 0 n, 1 d  | 3/3         |
| 2018  | State of Origin | Perdant   | 1 v, 0 n, 2 d       | 0 v, 0 n, 2 d  | 2/3         |
| 2019  | State of Origin | Perdant   | 1 v, 0 n, 2 d       | 0 v, 0 n, 1 d  | 1/3         |

### En club
| Saison | Club                          | Compétition           | Matchs | Points | Essais | Buts | Drop |
| ------ | ----------------------------- | --------------------- | ------ | ------ | ------ | ---- | ---- |
| 2013   | Sydney Roosters               | National Rugby League | 7      | -      | -      | -    | -    |
| 2014   | Sydney Roosters               | National Rugby League | 24     | -      | -      | -    | -    |
| 2015   | Sydney Roosters               | National Rugby League | 27     | 4      | 1      | -    | -    |
| 2016   | Sydney Roosters               | National Rugby League | 23     | 4      | 1      | -    | -    |
| 2017   | Sydney Roosters               | National Rugby League | 21     | -      | -      | -    | -    |
| 2018   | Sydney Roosters               | National Rugby League | 20     | -      | -      | -    | -    |
| 2019   | Canterbury-Bankstown Bulldogs | National Rugby League | 8      | 8      | 2      | -    | -    |
| 2020   | Canterbury-Bankstown Bulldogs | National Rugby League | 16     | -      | -      | -    | -    |
| 2021   | Canterbury-Bankstown Bulldogs | National Rugby League | 18     | 8      | 2      | -    | -    |
| 2022   | Dragons Catalans              | Super League          | -      | -      | -      | -    | -    |